# Alvin Haynes
Alvin Haynes, född 6 juni 1968, är en friidrottare från Barbados. Han deltog vid olympiska sommarspelen 1992.